# Archidiocèse de Campinas
L'archidiocèse de Campinas (en latin, Archidioecesis Brasiliapolitanus) est une circonscription ecclésiastique de l'Église catholique au Brésil.
Son siège se situe dans la ville de Campinas, dans l'État de São Paulo.
Depuis 2019, son archevêque est João Inácio Müller (pt), O.F.M..